# Subkortikale Demenzen
Subkortikale (oder frontal-subkortikale) Demenzen sind seltene Demenzformen, die im Rahmen einer Differentialdiagnostik bei der Demenzabklärung ausgeschlossen werden müssen.
Nach Jeffrey Cummings kann man die Demenzen in kortikale und subkortikale Demenzen einteilen. Diese unterscheiden sich nicht nur nach dem Ort der zerebralen Schädigung (Großhirnrinde oder Basalganglien), sondern auch nach deren klinischem Erscheinungsbild. Klassisches Beispiel für die kortikalen Demenzen ist die Alzheimer-Krankheit.

## Einteilung

### Degenerative Genese
- Demenz beim Parkinson-Syndrom[2][3]
- Multisystematrophie[4]
- Kortikobasale Degeneration
- Chorea Huntington[5][6]
- Progressive supranukleäre Blickparese[7][8]
- Spinozerebelläre Ataxie
- Neuroakanthozytose
- Thalamische Degeneration[9]
- Idiopathische Basalganglienverkalkung

### Vaskuläre Genese
- subkortikale arteriosklerotische Enzephalopathie[10]

### Metabolische Genese
- Morbus Wilson[11][12]
- Hypoparathyreoidismus

### Demyelinisierungsprozess als Ursache
- Demenz bei Multipler Sklerose[13]
- AIDS-Demenz-Komplex[14]

### Sonstige Ursachen
- Subcorticale Sarkoidose
- Normaldruckhydrocephalus
- Chronisch-traumatische Enzephalopathie
- Neuro-Behcet (Morbus Behcet)
- Depressive Pseudodemenz[15][16]
- Höhenkrankheit[17]
- Nebenwirkung einer Interferon Alpha-Therapie[18][19]
- Perniziöse Anämie[20]

## Klinisches Erscheinungsbild
Im Vordergrund stehen weniger die Störung der Gedächtnisleistungen, sondern ein dysexekutives Syndrom, eine Dysarthrie, Bradyphrenie (verlangsamtes Denken), Depressionen, gebeugte Körperhaltung, Koordinationsstörungen, Gangstörungen und sonstige Bewegungsstörungen (Chorea, Tics, Dystonie, Tremor, Akinese).